# José María Jiménez
José Maria Jiménez Sastre (El Barraco, 6 febbraio 1971 – Madrid, 6 dicembre 2003) è stato un ciclista su strada spagnolo, professionista dal 1992 al 2002 e quattro volte miglior scalatore alla Vuelta a España.

## Carriera
Soprannominato El Chava (il selvaggio), fu uno scalatore le cui gesta per certi versi ricordavano quelle di Marco Pantani, altro campione scomparso prematuramente. Viene considerato tra i più forti scalatori di tutti i tempi. Colse 28 successi, tra cui nove tappe alla Vuelta a España, oltre ad aggiudicarsi la maglia verde di miglior scalatore alla Vuelta nelle edizioni 1997, 1998 (anno in cui concluse terzo), 1999 e 2001 (anno in cui vinse anche la classifica a punti).
Sul finire della carriera fu curato per una sindrome depressiva e nel 2002 si ritirò dall'attività agonistica. Si sposò nel maggio 2003. Il 6 dicembre 2003, quando era ricoverato nella clinica psichiatrica San Miguel di Madrid, morì colpito da un infarto mentre firmava foto per alcuni tifosi. Due giorni dopo, a El Barraco, venne celebrato il funerale. Era cognato di Carlos Sastre, altro ciclista spagnolo vincitore del Tour de France 2008, avendone sposato la sorella.

## Palmarès
- 1992 (Banesto, una vittoria)

Classifica generale Circuito Montañés
- 1994 (Banesto, cinque vittorie)

Subida a Urkiola
Trofeo Luis Ocaña
Memorial Manuel Galera
2ª tappa Vuelta a La Rioja
Classifica generale Vuelta a La Rioja
- 1995 (Banesto, quattro vittorie)

4ª tappa Volta Ciclista a Catalunya (Bellver de Cerdanya > Taüll)
Cronoprologo Classic Cyclist Colorado
3ª tappa Classic Cyclist Colorado
Classifica generale Classic Cyclist Colorado
- 1996 (Banesto, due vittorie)

Subida a Urkiola
Classifica generale Vuelta a Burgos
- 1997 (Banesto, quattro vittorie)

2ª tappa Vuelta a La Rioja
Classifica generale Vuelta a La Rioja
Campionati spagnoli, Prova in linea
19ª tappa Vuelta a España (Valladolid > Los Ángeles de San Rafael)
- 1998 (Banesto, sei vittorie)

6ª tappa Vuelta a España (Murcia > Xorret de Catí)
10ª tappa Vuelta a España (Vic > Estación de Pal)
11ª tappa Vuelta a España (Andorra la Vella > Cerler)
16ª tappa Vuelta a España (Soria > Laguna Negra de Neila)
3ª tappa Critérium du Dauphiné Libéré (Vals-les-Bains > Mont Ventoux)
5ª tappa Vuelta a Asturias
- 1999 (Banesto, una vittoria)

8ª tappa Vuelta a España (León > Alto de Angliru)
- 2000 (Banesto, quattro vittorie)

Classique des Alpes
7ª tappa Volta Ciclista a Catalunya (Prades > Cortals d'Encamp)
8ª tappa Volta Ciclista a Catalunya (Sant Julià de Lòria > Alt de la Rabassa, cronometro)
Classifica generale Volta Ciclista a Catalunya
- 2001 (iBanesto.com, tre vittorie)

8ª tappa Vuelta a España (Reinosa > Alto de la Cruz de la Demanda)
11ª tappa Vuelta a España (Alp > Estación de Pal)
12ª tappa Vuelta a España (Ordino > Arcalís, cronometro)

### Altre vittorie
- 1996 (Banesto)

Classifica scalatori Vuelta a Burgos
- 1997 (Banesto)

Classifica scalatori Vuelta a España
- 1998 (Banesto)

Classifica scalatori Vuelta a España
Classifica scalatori Critérium du Dauphiné Libéré
- 1999 (Banesto)

Classifica scalatori Vuelta a España
- 2001 (iBanesto.com)

Classifica a punti Vuelta a España
Classifica scalatori Vuelta a España

## Piazzamenti

### Grandi Giri
- Giro d'Italia

1995: 26º
1999: 33º
- Tour de France

1996: 57º
1997: 8º
1998: ritirato (16ª tappa)
2000: 23º
- Vuelta a España

1996: 12º
1997: 21º
1998: 3º
1999: 5º
2000: ritirato (8ª tappa)
2001: 17º

### Competizioni mondiali
- Campionati del mondo

Duitama 1995 - In linea Elite: 13º
Lugano 1996 - In linea Elite: ritirato
San Sebastián 1997 - In linea Elite: ritirato